# Lagosuchus

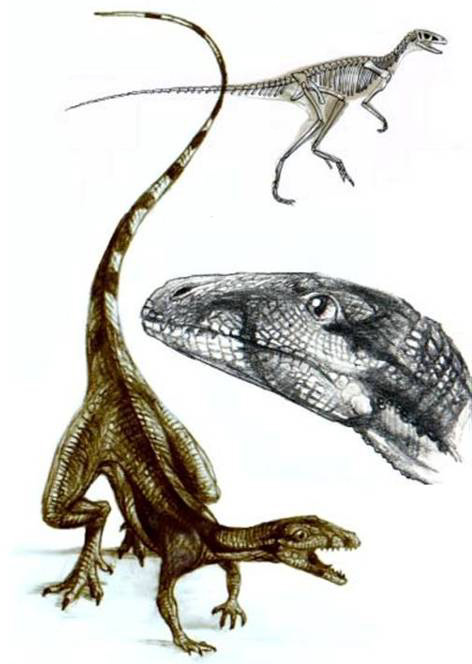
Lagosuchus rekonstrukciók

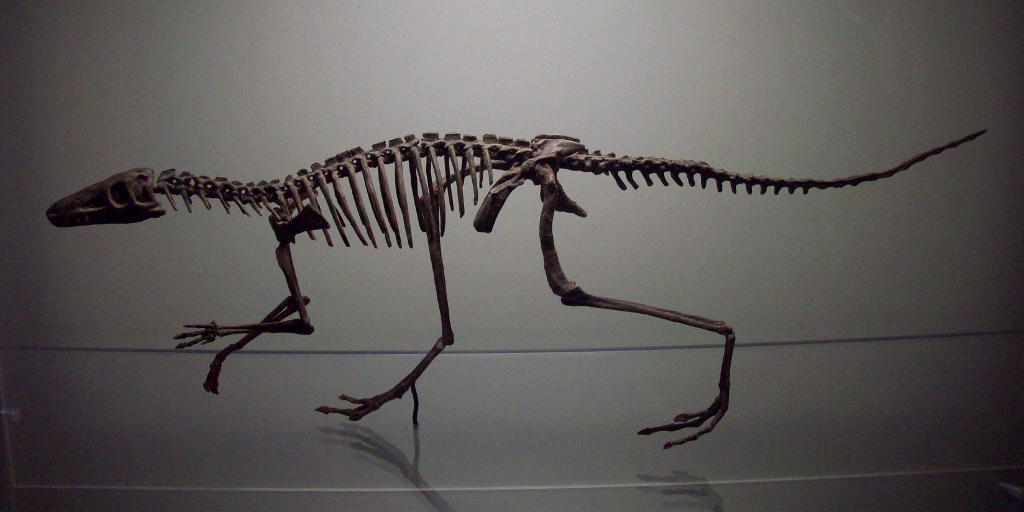
Lagosuchus csontváz

A Lagosuchus egy kis méretű, könnyű felépítésű archosaurus volt, amely a középső triász időszakban élt. Általában a dinoszauruszok közeli rokonának, a Dinosauromorpha csoport tagjának tartják.
A Lagosuchus hosszú, vékony lábszárairól és jól fejlett, egyes dinoszauruszokéra emlékeztető lábfejeiről ismerhető fel. Ezek a jellemzők a csípő alakjával együtt arra utalnak, hogy rövid ideig képes lehetett a hátsó lábain való futásra, de az idő nagy részében valószínűleg négy lábon mozgott. Fürge ragadozó volt, mely a sebességét használhatta fel zsákmánya elfogására és a nagyobb ragadozók elől való menekülésre.
A Lagosuchust egyesek nomen dubiumnak tekintik, 1994-ben pedig Paul Sereno L. lilloensis néven a Marasuchushoz kapcsolta.

## Fordítás
- Ez a szócikk részben vagy egészben a Lagosuchus című angol Wikipédia-szócikk ezen változatának fordításán alapul.  Az eredeti cikk szerkesztőit annak laptörténete sorolja fel. Ez a jelzés csupán a megfogalmazás eredetét és a szerzői jogokat jelzi, nem szolgál a cikkben szereplő információk forrásmegjelöléseként.